# Lonchoptera occidentalis
Espèce
Lonchoptera occidentalis est une espèce de diptères de la famille des Lonchopteridae.

## Publication originale
- Charles Howard Curran, The families and genera of North American Diptera (œuvre littéraire), Inconnu, New York, 1934.